# Ромі Зальфельд
Ромі Зальфельд (нім. Romy Saalfeld, 14 грудня 1960) — східнонімецька академічна веслувальниця.
Олімпійська чемпіонка 1980 року в складі розпашної четвірки зі стерновою.
Срібна призерка Чемпіонату світу 1981 року в складі розпашної четвірки зі стерновою.